# Pilocrocis italavalis
Pilocrocis italavalis là một loài bướm đêm trong họ Crambidae.